# 徐鳴鳳
徐鳴鳳（16世紀—17世紀），榜名徐中素，字無染，號玉淵，江西南康府建昌縣軍籍，明朝政治人物。

## 生平
五月十八日生，治诗经。萬曆十九年（1591年）辛卯科鄉試第八十名舉人，二十三年（1595年）乙未科會試第一百十一名，廷試二甲第四十二名进士，刑部觀政，二十四年八月授官兵部车驾司主事，贊畫征倭，加四品服，二十六年加升山東佥事，丁憂，二十七年京察闲住。

## 家族
曾祖徐敏旭。祖徐进仕，庠生。父徐南仲，典儀。母燕氏。具庆下。娶洪氏、陈氏。子徐觀德。